# Robert Kubica
Robert Jozef Kubica (пољ. Robert Józef Kubica; 7. decembar 1984, Krakov) poljski je automobilista i vozač formule 1 koji trenutno vozi za Vilijams. Prvi je Poljak u istoriji formule 1, kao i prvi poljski pobjednik neke od trka formule 1. U periodu od 2006 do 2009 vozio je za BMV Zauber, gde je iz test vozača promovisan u stalnog vozača tima u sezoni 2006. U junu 2008 ostvario je prvu pobjedu u formuli 1, pobijedivši na Velikoj nagradi Kanade, nakon čega je preuzeo vođstvo u šampionatu, ali je završio na četvrtom mjestu na kraju sezone. U sezoni 2010, prešao je u Reno, sa kojim je produžio ugovor i za sezonu 2011. Nekoliko godina kasnije, otkrio je da je potpisao predugovor sa Ferarijem za sezonu 2012, koji je otkazan nakon teškog udesa koji je imao na zimu 2011. godine.
Na dan 6. februara 2011. godine, Kubica je ozbiljno povijređen u udesu koji je imao na reli trci Ronde di Andora, u kojem mu se desna podlaktica djelimično otkinula. Na reliju je učestvovao iz lične zabave. Izjavio je za italijanski časopis Gazeta delo sport da osjeća prste na desnoj ruci i da je spreman da se vrati formuli 1 u sezoni 2011. Nakon što se oporavio, prvobitno je izjavio da mu je povratak u formulu 1 skoro nemoguć zbog povrede, ali je kasnije vozio kao test vozač za Reno i Vilijams i izjavio je da povratak u skorijoj budućnosti nije nemoguć. Na dan 16. januara 2018. godine, objavljeno je da će Kubica biti rezervni vozač Vilijamsa za sezonu 2018.
Trkanju se vratio u septembru 2012. godine, pobijedivši na reliju u Italiji. Proglašen je za "Osobu godine 2012" od strane časopisa Top Gir. Godine 2013 vozio je za Sitroen na Evropskom reli šampionatu i Svjetskom reli 2 šampionatu. Osvojio je titulu u reli 2 šampionatu, nakon čega je vozio reli šampionat 2014 godine, za tim Ford Fiesta.
Na dan 22. novembra 2018. godine, Vilijams je objavio da će Kubica biti njihov vozač u sezoni 2019, koji se tako vratio u formulu 1 nakon osam godina.

## Početak karijere
Počeo je karijeru u karting serijama 1995. i do 1998. godine takmičio se na domaćoj poljskoj gde je osvojio šest titula, a naredne tri godine, na evropskoj karting sceni. 2001. godine takmiči se u italijanskoj Formuli Reno 2000 i Evrokupu. Sledeću sezonu u italijanskoj Formuli Reno završava drugi sa četiri pobede posle čega se prelazi u Formulu 3, ali sezona počinje bez njega jer je zadobio prelom ruke u saobraćajnoj nesreći. Zakasneli debi u Norisringu završava pobedom, a sezonu kao dvanesti u generalnom plasmanu. 2004. kao sedmi sa tri podijuma i jednim drugim mestom u Makau grand priju, a 2005. osvaja svetsku seriju sa Epsilon Euskadi timom, sa četiri pobede (Zolder, Bilbao i Ošersleben), zaslužujući mesto test vozača u Formuli 1.

## Formula 1
Godine 2006. Kubica postaje zvanični treći, odnosno test vozač za BMW Zauber. Impresivni rezultati nagoveštavali su da će sledeće sezone biti aktivni vozač, ali posto je Žak Vilnev posle trke u Hokenhajmu zadobio povredu glave i bio proglašen kao nespreman za sledeću trku, Robert Kubica je odabran da vozi veliku nagradu Mađarske. Kvalifikovao se kao deveti, ispred klupskog kolege Nika Hajdfelda, trku je završio kao sedmi, ali je diskvalifikovan jer njegov bolid nije prošao test težine. Vilnev je ubrzo posle trke napustio Zauber, i Kubica je ostao drugi vozač do kraja sezone. Treću trku u karijeri, trku za veliku nagradu Italije, Kubica je završio kao treći i jedan je od četiri vozača za poslednjih deset godina koji su uspeli da se popnu na podijum u prve tre trke (Ralf Šumaher, Aleksandar Vurc i Luis Hamilton).
Karijeru nastavlja u istom timu i 2007. i 2008. godine. Na trci u Bahreinu 2008 osvaja prvu pol poziciju u karijeri, a ujedno i prvu pol poziciju za tim BMW Zauber.
Na trci za veliku nagradu Kanade 2008 uspeva da ostvari prvu pobedu za sebe, tim i Poljsku.

## Potpuni popis rezultata u Formuli 1
(Legenda) (Trke koje su podebljane označavaju pol poziciju.)
| Godina | Tim        | Šasija         | Motor             | 1.      | 2.      | 3.      | 4.      | 5.      | 6.      | 7.      | 8.      | 9.      | 10.     | 11.     | 12.     | 13.     | 14.     | 15.     | 16.     | 17.     | 18.     | 19. | 20. | 21. | 22. | Poz. | Bodovi |
| ------ | ---------- | -------------- | ----------------- | ------- | ------- | ------- | ------- | ------- | ------- | ------- | ------- | ------- | ------- | ------- | ------- | ------- | ------- | ------- | ------- | ------- | ------- | --- | --- | --- | --- | ---- | ------ |
| 2006.  | BMV Zauber | BMV Zauber     | BMV 2.4 V8        | BAH TVP | MAL TVP | AUS TVP | SMR TVP | EVR TVP | ŠPA TVP | MON TVP | VBR TVP | KAN TVP | SAD TVP | FRA TVP | NEM TVP | MAĐ DIS | TUR 12. | ITA 3.  | CHN 13. | JAP 9.  | BRA 9.  |     |     |     |     | 16.  | 6      |
| 2007.  | BMV Zauber | BMV Zauber     | BMV 2.4 V8        | AUS NZ  | MAL 18. | BAH 6.  | ŠPA 4.  | MON 5.  | KAN NZ  | SAD POV | FRA 4.  | VBR 4.  | EVR 7.  | MAĐ 5.  | TUR 8.  | ITA 5.  | BEL 9.  | JAP 7.  | CHN NZ  | BRA 5.  |         |     |     |     |     | 6.   | 39     |
| 2008.  | BMV Zauber | BMV Zauber     | BMV 2.4 V8        | AUS NZ  | MAL 2.  | BAH 3.  | ŠPA 4.  | TUR 4.  | MON 2.  | KAN 1.  | FRA 5.  | VBR NZ  | NEM 7.  | MAĐ 8.  | EVR 3.  | BEL 6.  | ITA 3.  | SIN 11. | JAP 2.  | CHN 6.  | BRA 11. |     |     |     |     | 4.   | 75     |
| 2009.  | BMV Zauber | BMV Zauber     | BMV 2.4 V8        | AUS 14. | MAL NZ  | CHN 13. | BAH 18. | ŠPA 11. | MON NZ  | TUR 7.  | VBR 13. | NEM 14. | MAĐ 13. | EVR 8.  | BEL 4.  | ITA NZ  | SIN 8.  | JAP 9.  | BRA 2.  | ABU 10. |         |     |     |     |     | 14.  | 17     |
| 2021   | Алфа Ромео | Алфа Ромео C41 | Ферари 065/6 V6 t |         |         |         |         |         |         |         |         |         |         |         |         | ХОЛ 15  | ИТА 14  |         |         |         |         |     |     |     |     | 20.  | 0      |

TVP - Test vozač petkom. DIS - Diskvalifikovan. NZ - Nije završio. POV - Povređen.

## Spoljašnje veze
- zvanični sajt
- statistike na sajtu